# 偶然的家族
《偶然的家族》（：／），為韓國TV朝鮮於2020年3月29日起播出的情境喜劇，由《不可阻擋的High Kick！》的金昌東導演與金潘、成允珍作家合作打造，重啟版則改由原製作人李彩承執導，並加入《沒禮貌的英愛小姐》的白芝賢與吳恩芝編劇。此劇講述在機場附近開民宿的夫妻，和在航空公司上班的各種職位的人們一起生活，組成奇特家族的搞笑故事。
此劇僅在播出兩集後，因製作公司積欠工作人員工資而自4月12日起中斷拍攝及停播。同年9月，TV朝鮮發表報道指出此劇自6月起重新拍攝，並縮短成12集，進入後期製作階段。劇集最終確定於2021年3月21日重啟。台灣OTT由LiTV 線上影視全劇上架。

## 演員陣容

### 主要人物
| 演員   | 角色   | 介紹                                                               |
| 成東鎰 | 成東鎰 | 53歲，飛行專家，天空下宿屋主人，是人生在中年取得二度成功的榜樣。   |
| 陳熙瓊 | 陳熙瓊 | 47歲，疑似為國情院出身的女子，東鎰的妻子。                         |
| 金光奎 | 金光奎 | 45歲，東鎰的後輩，芝釋、根英的哥哥，年齡達45歲時夢想成為Trot天王。 |

### 天空下宿屋
| 演員                  | 角色   | 介紹                                                                                              |
| 李本                  | 李本   | 35歲，T Road航空乘務組事務長，居於2樓2號。                                                        |
| 金民教                | 金民教 | 30歲，T Road航空維修部技師，居於2樓4號。他想整理一下愛情,而不是飛機，愛情是他唯一無法修補的故障。 |
| 吉恩惠                | 吉恩惠 | 23歲，T Road航空新入職乘務員，居於2樓3號，在下宿裡沒有教養的公主病女子。                          |
| Andreas Varsakopoulos | Leo    | 28歲，T Road航空副機長，居於2樓1號，說著差劣的韓語，要讓他閉上嘴很困難。                          |

### 金氏下宿屋
| 演員   | 角色   | 介紹                                                                       |
| 徐芝釋 | 金芝釋 | 35歲，T Road航空機長，夢想展開一段新的戀情。                               |
| 朴根英 | 金根英 | 30歲，T Road乘務員，光奎與芝釋的弟弟。雖然和哥哥們住在一起，但心是一樣的。 |
| 權恩彬 | 成荷娜 | 22歲，東鎰和熙瓊的女兒。                                                   |
| 徐妍羽 | 金妍羽 | 芝釋的女兒。                                                               |

### 機組人員
| 演員                 | 角色    | 介紹                                                                                                 |
| 申原昊               | 申原昊  | 26歲，魅力一等、熱情一等、親切一等、自信感一等！T Road航空社公認的一等乘務員。                       |
| Yeo One （特別演出） | Yeo One | 26歲，T Road航空新入職乘務員，在某處某人發生什麼事之前就會出現，別人都說他是傻瓜。                   |
| 李藝蓮               | 李藝蓮  | 26歲，入職兩年的乘務員，在玟熙和寶恩之間生存下來的方法就是沉默，所以即使喜歡乘勝追擊，也不能說出來。 |
| 崔玟熙               | 玟熙    | 27歲，入職三年的乘務員，公司內部的傳言散佈者。                                                       |
| 宋寶恩               | 宋寶恩  | 29歲，入職五年的乘務員，公司內部信息通。                                                             |

### Oh My烤牛腸店
| 演員   | 角色   | 介紹                                                                         |
| 吳賢慶 | 吳賢慶 | 47歲，烤牛腸店社長，只管理算賬。                                             |
| 趙恩菲 | 趙恩菲 | 25歲，烤牛腸店服務員，話多、失誤多的可愛社會新鮮人，為了去旅行正在努力打工。 |
| 河志萬 | 河志萬 | 40歲                                                                         |

### 維修隊
| 演員   | 角色   | 介紹                       |
| 李勝容 | 李勝容 | 33歲，維修員，重義的漢子。 |

### 其他人物
| 演員               | 角色  | 介紹                                                                                   |
| Jessi （特別演出） | Jessi | 小區內強勢的姐姐，說著不熟練的韓語，是芝釋的強敵。但是經過不斷的吵架後，心向芝釋傾斜。 |

## 收視率
| 集數       | 播出日期   | AGB收視率        |        |
| 集數       | 播出日期   | 大韓民國（全國） |        |
| 原劇集     | 原劇集     | 原劇集           | 原劇集 |
| ---------- | ---------- | ---------------- | ------ |
| 1          | 2020/03/29 | 1.878%           |        |
| 2          | 2020/04/05 | 1.249%           |        |
| 重啟       |            |                  |        |
| 1          | 2021/03/21 | 1.444%           |        |
| 2          | 2021/03/28 | 1.300%           |        |
| 3          | 2021/04/04 | 1.105%           |        |
| 4          | 2021/04/11 | 0.792%           |        |
| 5          | 2021/04/18 | 0.859%           |        |
| 6          | 2021/04/25 | 0.911%           |        |
| 7          | 2021/05/02 | 0.840%           |        |
| 8          | 2021/05/09 | 1.133%           |        |
| 9          | 2021/05/16 | 1.031%           |        |
| 10         | 2021/05/23 | 0.649%           |        |
| 11         | 2021/05/30 | 0.687%           |        |
| 12         | 2021/06/06 | 0.884%           |        |
| 平均收視率 | 平均收視率 | 1.054%           |        |

- 收視最低的集數以藍色表示，收視最高的集數以紅色表示，而空格則表示該集的收視沒有相關數據。

## 同時段作品

### 同時段競爭作品
- KBS 週末連續劇：《結過一次了》

### 同一劇集時段作品
週末時段劇集
- OCN 週末經典連續劇：《RUGAL》

## 備註
1. ↑  自原定30集縮編至12集
2. ↑  重啟後加入劇組
3. ↑  原為主要演員，經過重啟後，戲份縮減為特別演出。
4. 1 2 3  原為常駐演員，經過重啟後，角色戲份遭到縮減或刪除。

## 外部連結
- 韓國TV朝鮮官方網站 （页面存档备份，存于）